# 비엣콤뱅크

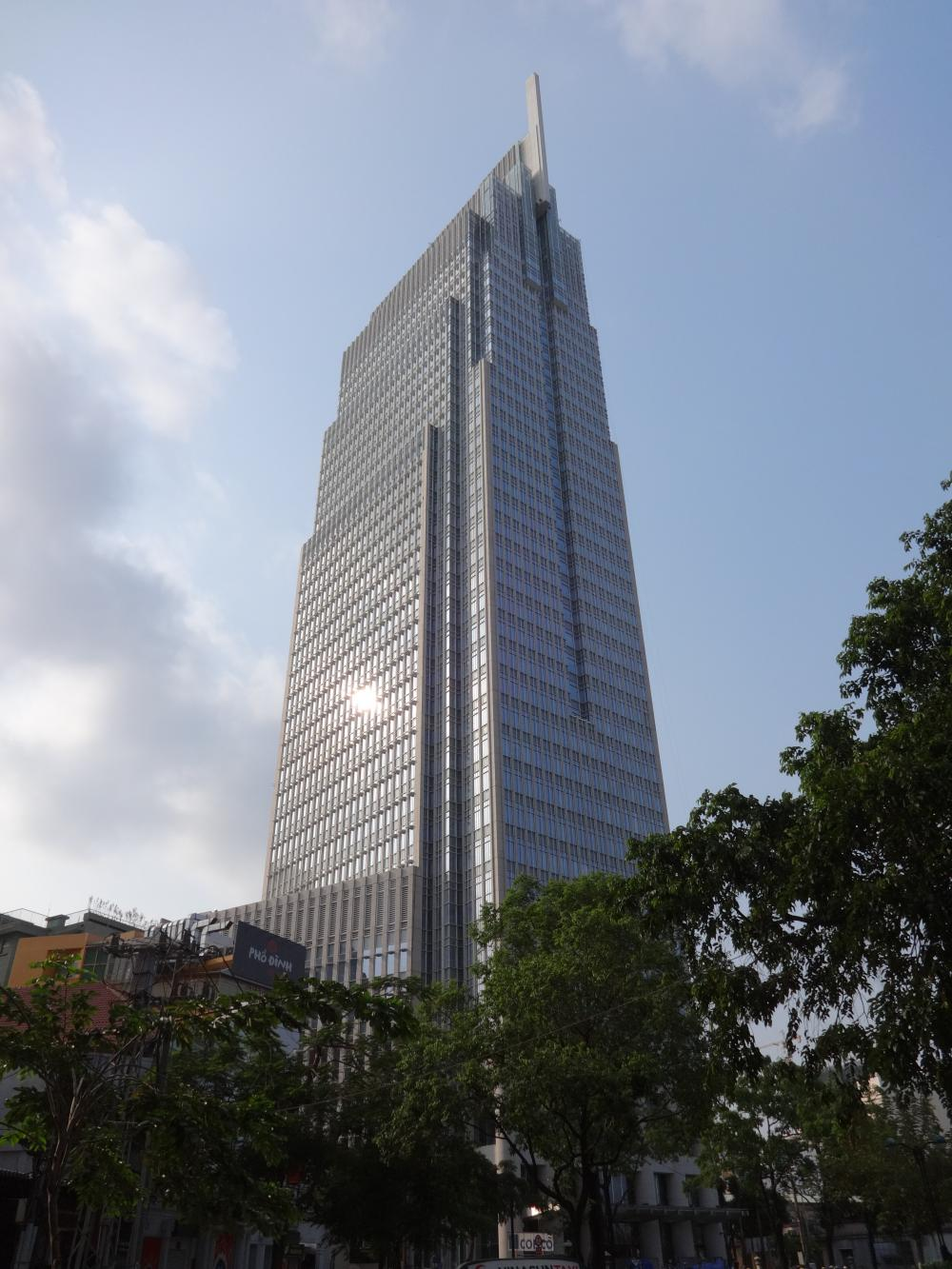
비엣콤뱅크 타워

비엣콤뱅크(Vietcombank)는 베트남의 상업은행이다.

## 같이 보기
- 베트남 국가은행